# Alec Peters
Alec Peters (ur. 13 kwietnia 1995 w Washingtonie) – amerykański koszykarz, występujący na pozycjach niskiego lub silnego skrzydłowego, obecnie zawodnik Anadolu Efes Stambuł.

## Kariera sportowa
23 lipca 2018 został zawodnikiem PBK CSKA Moskwa. 6 lipca 2019 dołączył do tureckiego Anadolu Efes Stambuł.

## Osiągnięcia
Stan na 6 lipca 2019, na podstawie, o ile nie zaznaczono inaczej.
NCAA
- Uczestnik turnieju NCAA (2015)
- Mistrz:
  - turnieju Ligi Horizon (2015)
  - sezonu regularnego Ligi Horizon (2015–2017)
- Zawodnik roku Ligi Horizon (2017)[5]
- MVP turnieju:
  - Ligi Horizon (2015)
  - MGM Grand Main Event (2017)
- Zaliczony do:
  - III składu All-American – NABC (2017 przez NABC)
  - składu Honorable Mention All-American (2016, 2017 przez Associated Press)
  - I składu:
    - Horizon League (2015–2017)
    - Academic All-American (2017)
    - turnieju:
      - Ligi Horizon (2015, 2016)
      - NIT (2016)

    - pierwszoroczniaków Ligi Horizon (2014)
- Lider Ligi Horizon[6]:
  - wszech czasów w:
    - liczbie:
      - rozegranych minut (4250)
      - zdobytych punktów (2348)
      - zbiórek w obronie (732)

    - skuteczności rzutów za 3 punkty (41,6%)

  - w średniej:
    - punktów (23 – 2017)
    - zbiórek (10,1 – 2017)

  - w liczbie:
    - zbiórek:
      - 312 – 2016, 293 – 2017
      - w obronie (219 – 2017)

  - w skuteczności rzutów:
    - z gry (50,4% – 2016)
    - wolnych (88,7% – 2017)

Drużynowe
- Mistrz:
  - Euroligi (2019)[7]
  - Rosji/VTB (2019)